# نویدو (شهر اتریش)
نویدو (به آلمانی: Neudau) یک منطقهٔ مسکونی در اتریش است که در هارتبرگ فورستنفلد واقع شده‌است. نویدو ۱۰٫۱۴ کیلومتر مربع مساحت دارد ۲۸۹ متر بالاتر از سطح دریا واقع شده‌است.